# Елена Вальдек-Пирмонтская
Еле́на Фриде́рика А́вгуста Ва́льдек-Пирмонтская (нем. Helene Friederike Auguste zu Waldeck und Pyrmont; 17 февраля 1861, Арользен — 1 сентября 1922, Хинтеррисс, Тироль) — принцесса Вальдек-Пирмонтская. Член британской королевской семьи.

## Биография

### Семья
Елена — дочь князя Георга Виктора Вальдек-Пирмонтского и Елены Нассауской. Елена приходилась внучкой герцогу Вильгельму Нассаускому и его второй супруге Паулине Вюртембергской. Паулина была дочерью русского командира Павла Вюртембергского и принцессы Шарлотты Саксен-Гильдбурггаузенской. Потомок Принца Уэльского Фредерика.

### Свадьба
Елена вместе с сестрами Эммой и Паулиной рассматривались в качестве супруги короля Нидерландов Виллема III, который был вдовцом. Король в итоге остановил свой выбор на Эмме. 27 апреля 1882 года Елена вышла замуж за герцога Леопольда Олбани в часовне Виндзорского замка. Принцесса была выбран королевой Викторией, матерью герцога Олбани. После церемонии ей присвоили титул «Её Королевское высочество герцогиня Олбани». После свадьбы Леопольд и Елена проживали в особняке Клермонт-хаус. Но, в марте 1884 года Леопольд, страдавший гемофилией, умер в Каннах, Франция. Елена на то время была беременна своим вторым ребёнком.
| Фото | Имя                              | Дата рождения   | Дата смерти   | Примечания                     |
| ---- | -------------------------------- | --------------- | ------------- | ------------------------------ |
|      | Принцесса Алиса Олбани           | 25 февраля 1883 | 3 января 1981 | в замужестве графиня Атлонская |
|      | Принц Карл Эдуард, герцог Олбани | 19 июля 1884    | 6 марта 1954  | родился после смерти отца.     |

### Дальнейшая жизнь
После смерти мужа Елена и её дети продолжали проживать в Клермонт-хаусе. Во время Первой мировой войны Карл Эдуард сражался на стороне немецкой армии. По этой причине в 1917 году он был лишён британского гражданства. Дочь Елены Алиса в 1904 году вышла замуж и стала невесткой королевы Мэри.
Принцесса Елена Вальдек-Пирмонтская скончалась от сердечного приступа 1 сентября 1922 года. В честь Елены Вальдек-Пирмонтской назван сорт клематиса — 'Duchess of Albany'.

## Награды и титулы

### Награды
- Орден Индийской короны
- Королевский орден Виктории и Альберта
- Королевский красный крест
- Орден Святого Иоанна Иерусалимского

### Титулы
- 17 февраля 1861 — 27 апреля 1882: Её Светлость принцесса Елена Вальдек-Пирмонтская
- 27 апреля 1882 — 1 сентября 1922: Её Королевское высочество герцогиня Олбани